# Stefan Heinig
Jost-Stefan Heinig (* 2. August 1962 in Dortmund) ist ein deutscher Einzelhändler, dem Anteile an TEDi und Woolworth Deutschland gehören.

## Leben
Heinig ist der Sohn eines Dortmunder Teppichhändlers. Nach dem Realschulabschluss absolvierte er eine Lehre zum Groß- und Außenhandelskaufmann beim Textilgroßhändler Gustav Steinweg in Dortmund. Darauf aufbauend erfolgte eine Ausbildung zum Handelsassistenten am Bildungszentrum des Einzelhandels in Springe. Im Anschluss wechselte er nach Telgte zum Modefilialisten Modea (heute: Takko).

## Wirken

### Unternehmerische Laufbahn
Im Jahr 1994 gründete der damals 31-jährige Heinig mit finanzieller Unterstützung der Tengelmann-Gruppe den discountorientierten Modefilialisten KiK, an welchem er über seine Dortmunder B.H. Holding GmbH bis Ende 2020 15 Prozent hielt. Diese Anteile wurden an Tengelmann verkauft. Die Gründung des Non-Food-Discounters Tedi folgte im Jahr 2004, ebenfalls wieder zusammen mit der Tengelmann-Gruppe, wobei Heinig über seine Holding zunächst mit 65 Prozent beteiligt war. Nach der Trennung von Tengelmann im Jahr 2021 ist die Holding alleiniger Eigentümer von Tedi. Darüber hinaus ist Heinig seit 2010 an Woolworth Deutschland beteiligt. Mit der B.H. Holding ist Heinig darüber im Immobiliengeschäft tätig.
Im Zusammenhang mit den niedrigen Löhnen, die den Arbeitern in den Textil-Herstellerfabriken etwa in Bangladesch gezahlt werden, geriet Stefan Heinig als verantwortlicher Geschäftsführer in die Kritik. Außerdem wurde ihm vorgeworfen, maßgeblich für die Verhinderung von Betriebsräten in den KiK-Filialen verantwortlich zu sein.

### Stiftunghelp and hope
2005 gründete Heinig zusammen mit weiteren Unternehmern die gemeinnützige Stiftung help and hope. Die Stiftung mit Sitz im westfälischen Dortmund setzt sich gemäß Satzung für notleidende Kinder sowohl auf nationaler als auch auf internationaler Ebene ein. Der Schwerpunkt liegt dabei auf der Armutsbekämpfung, der Förderung der Jugendhilfe und der Förderung von Aus- und Weiterbildung. Seit 2005 ist Stefan Heinig auch Vorsitzender des Kuratoriums.

### Familie
Heinig hat drei Kinder.

## Vermögen
Gemäß dem deutschen Manager-Magazin verfügte Stefan Heinig 2013 über ein Vermögen von ca. 600 Millionen Euro. Damit belegte er auf der Liste der 500 reichsten Deutschen Platz 194. 2021 belegte er mit geschätzten rund 600 Millionen Euro Vermögen Platz 282.